# 27286 Adedmondson
27286 Adedmondson è un asteroide della fascia principale. Scoperto nel 2000, presenta un'orbita caratterizzata da un semiasse maggiore pari a 2,2666835 UA e da un'eccentricità di 0,1913050, inclinata di 4,96043° rispetto all'eclittica.